# ¿Dónde vas?
¿Dónde vas? es el cuarto álbum de estudio solista de Skay Beilinson exguitarrista de Patricio Rey y sus Redonditos de Ricota, junto a Los Seguidores de la Diosa Kali. Este disco fue publicado el 12 de abril de 2010 y contiene 11 nuevas canciones delineadas en los estudios Conde junto a su actual grupo musical que se completa con Javier Lecumberry, Claudio Quartero, Topo Espíndola y Oscar Reyna. Es el sucesor del álbum de estudio La marca de Caín, que salió en 2007. La producción de ¿Dónde vas? estuvo nuevamente a cargo de Joaquín Rosson.

## Lista de canciones
Todos las canciones fueron compuestas por Skay Beilinson.
1. «La luna en Fez» (4:48)
2. «En el camino» (4:15)
3. «Aves migratorias» (3:25)
4. «Territorio caníbal» (4:12)
5. «La rueda de las vanidades» (5:10)
6. «Tarde de lluvia» (3:20)
7. «El viaje de Mary» (3:27)
8. «Lejos de casa» (3:11)
9. «Suelo chamán» (3:13)
10. «La pared rojo lacre» (4:45)
11. «Aplausos en el cosmos» (3:37)

## Integrantes
- Skay Beilinson: Voz y guitarras.
- Javier Lecumberry: Teclados y melódica.
- Claudio Quartero: Bajo.
- Topo Espíndola: Batería y percusión.
- Oscar Reyna: Guitarra y mandolina.